# Никон Черногорец

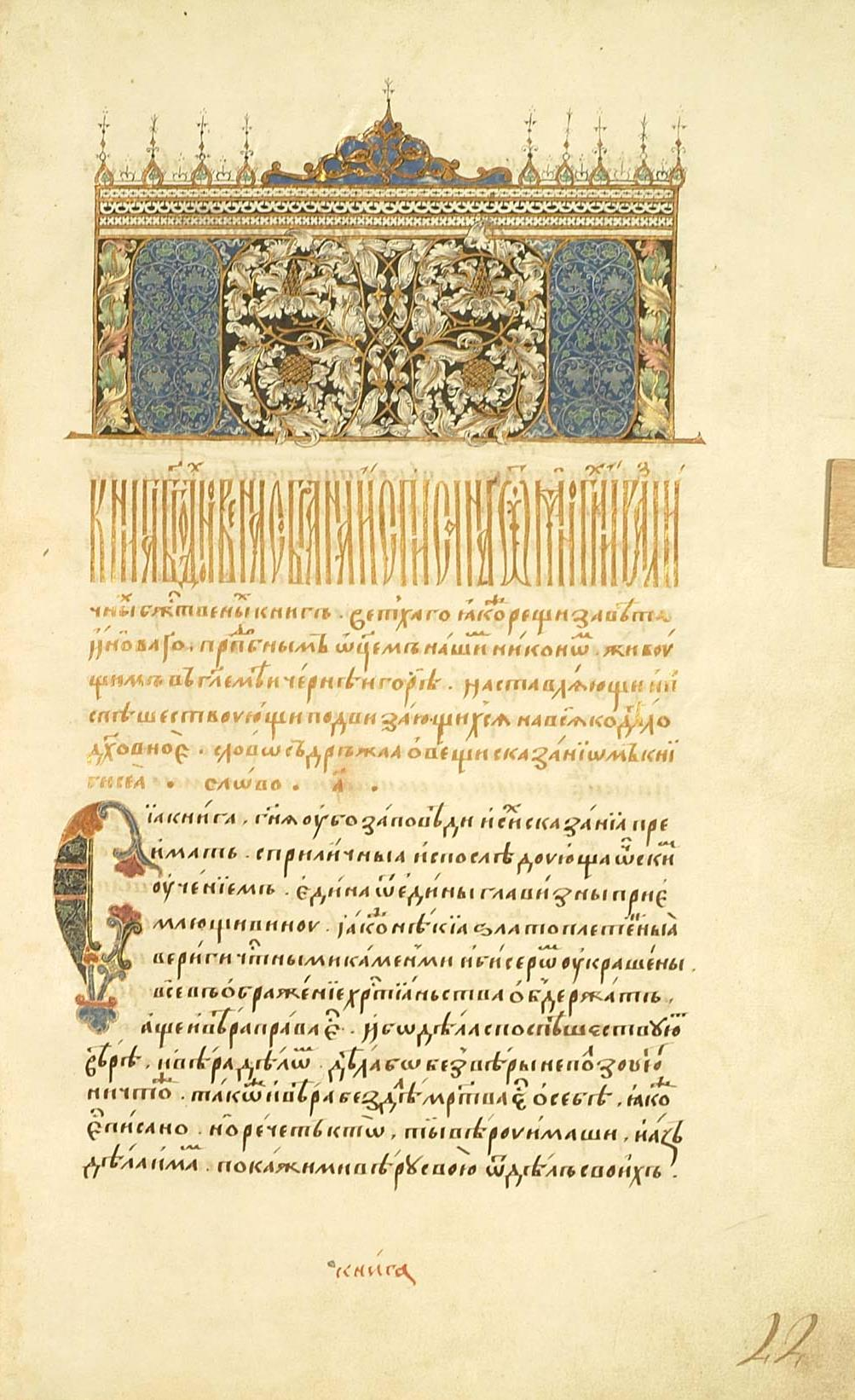
Пандекты и Тактикон Никона Черногорца. Страница рукописи

Ни́кон Черного́рец (греч. Νίκωνος τοῦ Μαυρορείτου)  или Ни́кон Дивного́рец (греч. Νίκωνος τοῦ Θαυμαστορείτου) (~1025 — после 1097) — христианский писатель, монах Чёрной горы, канонист и дидаскал.

## Биография
Никон родился в Константинополе, происходил из знатной семьи, но не получил систематического образования. Вероятно, вслед за своим отцом Никон начал военную карьеру. В видении Никону явилась Богоматерь и повелела стать монахом. После этого Никон отправился в Сирию и принял монашеский постриг в обители на Чёрной горе (греч. τὸ Μαῦρον ὅρος), известной ещё как Аманос (греч. Ἀμανός — горный массив к северо-западу от Антиохии между Сирией, с одной стороны, и Киликией и Каппадокией, с другой). В монастыре Никон стал ближайшим помощником и учеником Луки, митрополита Аназарбского. После смерти Луки Никон ушёл в монастырь Симеона Дивногорца, где жил в построенной им самим кельи, за монастырской оградою. Патриархом Антиохийским Феодосием II (1075—1084) Никон Черногорец был благословлён на особое служение наставничества греч. διακονία τοῦ διδασκαλείου. В обязанности Никона входило не только духовное окормление иноков Дивногорского монастыря, но и наставничество над монахами и мирянами всего Антиохийского патриархата. Должность дидаскала побуждала Никона к углублённому изучению церковных канонов, монашеских уставов, творений святых отцов и Священного Писания. Враги Никона, среди которых были представители как светской власти, так и иноки, устроили настоящие гонения против Никона, в результате которых он был многократно изгоняем из дававших ему прибежище иноческих обителей, а построенные им кельи беспощадно сжигались.
Одной из основных причин гонений было противодействие Никона последствиям харистикариата (от греч. χᾰριστήρια — «благодарственное жертвоприношение»). К X веку число обителей и иноков Византии увеличилось, и многие монастыри были бедны настолько, что не в состоянии были содержать насельников, живущих в обители. По всей территории Византии получило широкое распространение движение харистикариата — передача монастырей светским богатым лицам, способным содержать старые и строить новые монастыри. Известны многие примеры, когда богатые греки, выступая в роли ктиторов, брали благословение у правящего архиерея и приступали к строительству новых монастырей. Византийские императоры поддерживали ктиторское право, например, Юстиниан I в 131-й новелле устанавливал закон, согласно которому, если ктитор умирал, а начатый им строиться монастырь не достроен, то наследники умершего становились ктиторами данной обители. Однако харистикариат имел и негативные последствия. Часто светские лица, содержавшие тот или иной монастырь, воспринимали себя не как внешние жертвователи и благотворители, а как полновластные хозяева монастырей. По этой причине они грубо вмешивались во внутренние дела обителей: назначали игуменов, неугодных лично для них монахов изгоняли из монастырей, порой откровенно грабили обители и ввергали их в ещё бо́льшую нищету, начинали строительство новых обителей без согласия епископов и т. п. По вопросу о харистикариях в X—XI веках развернулась большая дискуссия, отправной точкой которой явилась новелла императора Никифора II Фоки от 964 года, в которой частным лицам запрещалось основывать новые обители. Никон Черногорец выступал за строгое соблюдение канонов, в то время как императоры, а нередко также правящие архиереи, настоятели и монахи, исходя из экономической выгоды, часто закрывали глаза на злоупотребления ктиторов.
4 декабря 1084 года Антиохию и окрестные области захватили турки-сельджуки под предводительством султана Сулеймана. Никон спасся от них бегством в одном из монастырей Чёрной Горы, носящем имя святой Богородицы Гранатового Плода (греч. τοῦ Pοιδίου) — Роди́ев. Родиев монастырь принадлежал православным армянам-халкидонитам, или цатам (греч. τζάτοι). В этой обители Никон не обрёл покоя. Поскольку в Антиохии были трудное положение и неустройство в монастырях, Патриарший синод вновь благословил Никона на служение наставничества. В 1092 году, после своего прибытия в Антиохию, патриарх Иоанн Оксеит (1090—1099) предложил Никону поставить его католикосом Багдада, но Никон отказался. Патриарху не удалось уговорить Никона стать священником.

## Сочинения Никона и их значение

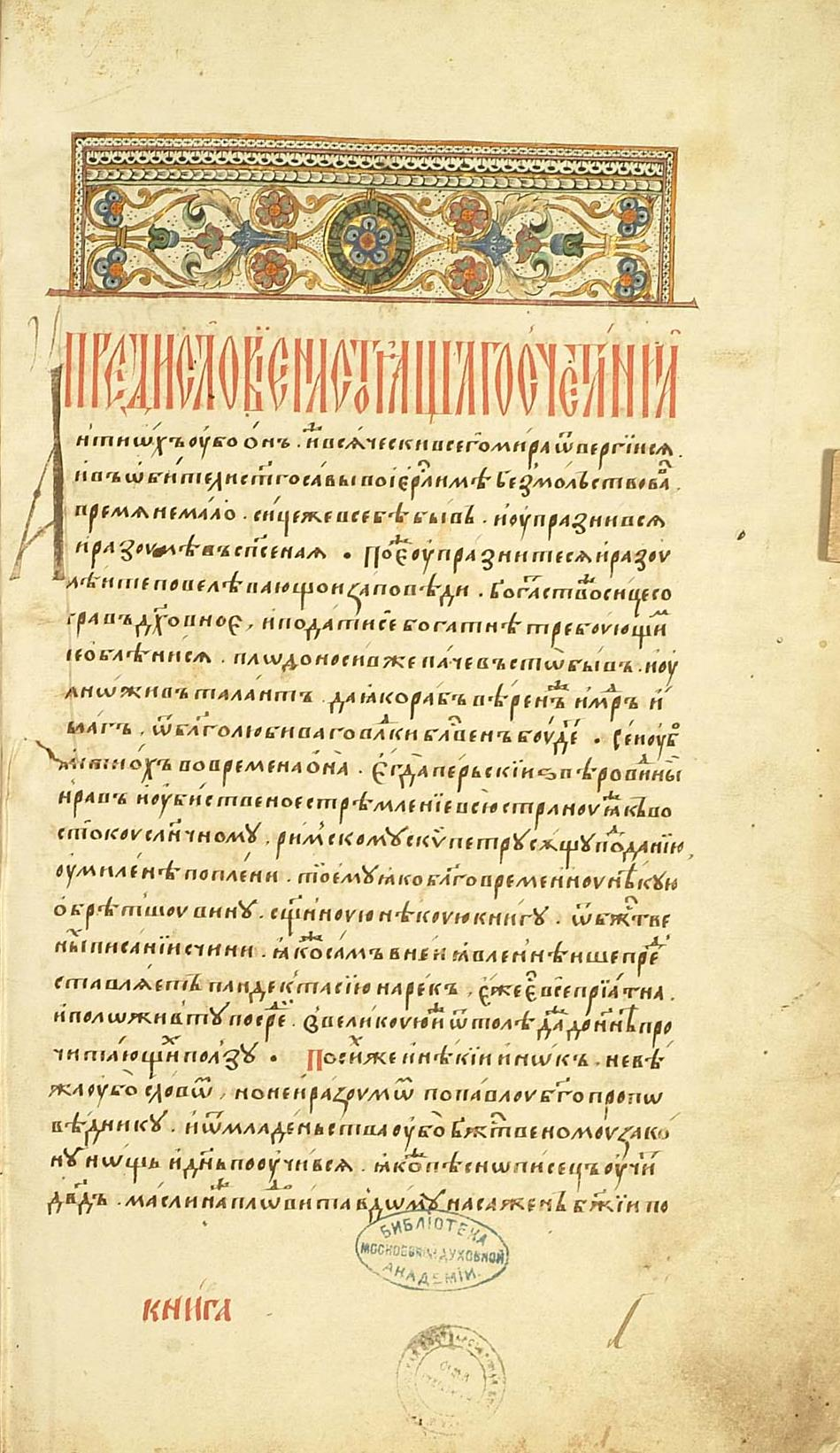
«Пандекты» и «Тактикон»

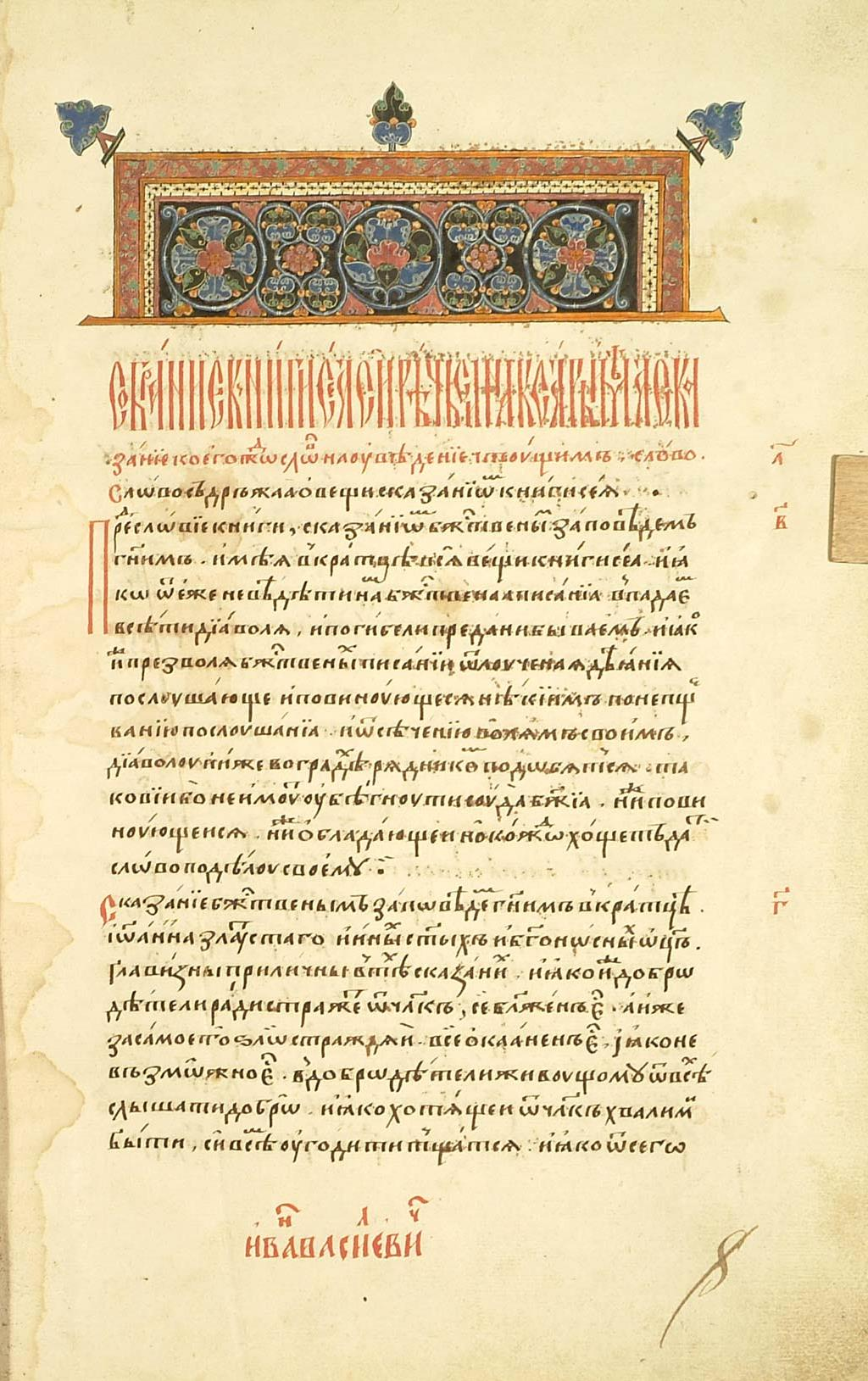
«Пандекты» и «Тактикон»

Никон составил на греческом языке следующие книги: «Пандекты» (греч. Ἑρμηνεία τῶν ἐντολῶν τοῦ Κυρίου), «Тактикон» (греч. Τακτικόν) и так называемую «Малую книгу» ( Μικρὸν βιβλίον). Никону также принадлежит вошедший в «Древний патерик» рассказ об авве Памве, подвизавшемся в Нитрийской пустыне.
В «Пандектах» он собрал правила и объяснения касательно общих обязанностей монахов. Это компилятивное сочинение по нравственной философии, в приложении к монашеству. Пользовалась большим авторитетом в Антиохийской церкви. «Тактикон» представляет собой размышления Никона Черногорца о Православной церкви, различных её нуждах, условиях её благосостояния, о неправославных христианах и др. Имеет значение для церковной археологии и общей истории, содержит сведения о положении дел на христианском Востоке во время борьбы христиан с турками-сельджуками.
В древнерусской письменности «Пандекты» были известны с XII века, а «Тактикон» — с XIV века. Сборники получили широкое распространение на Руси и имели сильное влияние на духовное просвещение древнерусского читателя. Сохранились многочисленные списки «Пандектов» в самых различных местах Руси. Одно из слов «Тактикона», трактующее о разделении церквей и ценное указанием и разбором полемических посланий, имевших хождение на Востоке во второй половине XI века, помещалось в русских сборниках XV—XVI веков в виде отдельной статьи.
В начале XVII века в Москве было предпринято печатное издание «Пандектов» и «Тактикона» Никона, но это предприятие приостановилось при самом начале. В 1795 года оба сочинения напечатаны по рукописи 1672 года.
«Пандекты», «Тактикон» и «Малая книга» не позднее первой четверти XIII века были переведены на арабский язык. С арабского языка Пандекты также были переведены на эфиопский.